# Crossogyna tasmanica
Crossogyna tasmanica là một loài Rêu trong họ Jungermanniaceae. Loài này được (Hook. f. & Taylor) Schljakov mô tả khoa học đầu tiên năm 1975.